# 한국생산성본부
한국생산성본부(韓國生産性本部, Korea Productivity Center)는 산업의 생산성 향상을 체계적으로 추진함으로써 국민경제발전에 기여함을 목적으로 설립된 산업통상자원부 유관 기관이다. 1957년 8월 민법에 의한 재단법인으로 설립되어, 1986년 7월 공업발전법(현 산업발전법)에 의한 특수법인으로 재발족되었다. 서울특별시 종로구 새문안로 5가길 32(적선동 122-1) 생산성빌딩에 위치하고 있다.

## 연혁
- 1957년 8월: 재단법인으로 설립
- 1986년 7월: 특수법인으로 전환
- 2013년 1월 31일: 기타공공기관 지정 해제

## 설립 근거
- 산업발전법[1]